# Чарлз-Остін Бірд
Чарлз Остін Бірд (англ. Charles Austin Beard; 27 листопада 1874 — 1 вересня 1948) — один із найвпливовіших американських істориків початку XX століття. Він видав сотні монографій, підручників і інтерпретуючих досліджень як з історії, так і з політології.
У 1904—1917 рр. Бірд викладав в Колумбійському університеті. У 1933 р. — президент Американської історичної асоціації.
На початку своєї діяльності Бірд відстоював необхідність реформ; у 1930-ті рр. став прихильником «нового курсу» президента Франкліна Рузвельта. У працях «До економічного пояснення конституції Сполучених Штатів» (1913), «Економічне походження Джефферсонівської демократії» (1915), «Підйом американської цивілізації» (1927) Бірд спробував дати економічний аналіз найважливіших проблем історії США. Він першим з істориків охарактеризував Громадянську війну 1861—1965 в США як «другу американську революцію». У основі його концепції історії США XVIII—XIX ст. лежить протиставлення сільського господарства промисловості. У «Республіці» (1943), «Основах історії США» (1944) Бірд переглянув свої погляди на найважливіші історичні події XVIII—XIX ст., зокрема на конституцію і громадянську війну. У роботах «Американська зовнішня політика в 1932—1940» (1946), «Президент Рузвельт і наближення війни 1941» (1948) Бірд з ізоляціоністських позицій критикував зовнішню політику Ф. Рузвельта. В найостанніші роки життя Бірд засуджував зовнішню політику США після Другої світової війни.
Бірд —  був главою так званої економічної школи, яка підкреслювала значення економічних факторів в історії США («Розвиток американської цивілізації», т. 1—4, 4927—42).